# 점프 인!
《점프 인!》(Jump In!)은 미국에서 제작된 폴 호엔 감독의 2007년 코미디, 드라마, 멜로/로맨스 영화이다. 디즈니 채널 오리지널 무비이며 2007년 1월 12일 초연되었다. 디즈니 채널 UK에서는 2007년 4월 27일 개봉되었다. 코빈 블루 등이 주연으로 출연하였고 케빈 라퍼티 등이 제작에 참여하였다. 영화 촬영은 2006년 6~7월 캐나다 온타리오주 토론토에서 시작되었다.

## 출연

### 주연
- 코빈 블루
- 케케 파머

### 조연
- 데이빗 레이버스
- 샤니카 놀즈
- 라이반 그린
- 카일리 러셀
- 패트릭 존슨 주니어
- 미카 윌리엄스
- 마진 엘세딕
- 진 맥
- 레베카 윌리엄스
- 폴라 브랜카티
- 세레나 리
- 킴 로버츠
- 엘리 다운즈
- 사라 프란시스
- 다니엘 J. 고든
- 존 캘브헨
- 샌디 켈러먼
- 패트리시아 크라소스키
- 로라 서머
- 닐 화이트리

## 기타
- 미술: 더그 맥컬러프
- 세트: 제프 프루잇맨
- 의상: 패트릭 앤토시
- 배역: 모니카 스완
- 배역: 카말라 A. 토머스